# Varovný signál
Varovný signál je třetí román Leeho Childa ze série knih s Jackem Reacherem. Vydán byl v roce 1999 a je vyprávěn ve třetí osobě.

## Děj knihy
Úvod knihy popisuje pečlivě naplánovaný únikový plán Victora Trumana „Hooka“ Hobieho pro případ, že by někdo objevil jeho velké a dobře chráněné tajemství. Jeho systém včasného varování se skládá z několika „varovných signálů“ z různých míst po celém světě. První se nachází sedmnáct a půl tisíce kilometrů daleko a druhý téměř deset tisíc kilometrů daleko od jeho domova. Kdyby se jeden z těchto signálů ozval, Hobie by okamžitě ukončil své aktivity, vybral by veškerou hotovost, převedl všechny své prostředky a opustil by zemi. Přes třicet let naplněných převážně úspěchem mu přineslo jakýsi pocit bezpečí. Jednoho dne jsou však aktivovány oba signály ve stejnou chvíli.
Hlavní linie příběhu začíná v Key West na Floridě, kde si Jack Reacher našel práci. Jednoho dne tady narazí na soukromého detektiva jménem Costello, jehož úkolem je Reachera najít. Costello pracuje pro paní Jacobovou, jejíž jméno Reacherovi nic neříká. Později večer zahlédne Reacher ve striptýzovém klubu, kde pracuje jako vyhazovač, dvojici podezřelých mužů, kteří se po něm vyptávají. Reacher se je pokusí sledovat, ale podaří se mu jen na ulici najít Costella, který byl zavražděn. Jack pak odletá do New Yorku, aby zjistil, proč se ho Costello snažil najít, a proč byl kvůli tomu zavražděn.
Po příletu do New Yorku se Reacher snaží získat informace o Costellovi a paní Jacobové. Pří tom zjistí, že kancelář mrtvého detektiva už někdo před ním prohledal. Reacherovi se podaří získat kontaktní informace o paní Jacobové a dorazí právě uprostřed pohřbu svého starého rádce a přítele, Leona Garbera. Tady odhalí, že tou záhadnou paní Jacobovou je ve skutečnosti Garberova dcera Jodie, která si po bývalém manželovi nechala příjmení Jacobová. 
Reacher a Jodie poté sledují Costellovu stopu a narazí na informace o posledním projektu jejího otce, kterým bylo vyšetřování zmizení Victora Trumana Hobieho na objednávku jeho rodičů. Hobie byl voják a ve Vietnamu byl prohlášen za zmizelého v akci. Jeho chudí a staří rodiče odevzdali veškeré své úspory podvodníkovi jménem Rutter, který se vydával za styčného důstojníka armády pro jednání s rodinami pohřešovaných vojáků. Reacher Ruttera přinutí k tomu, aby vrátil Hobieho rodičům jejich peníze. Všechny tyto aktivity kolem jeho osoby donutí Hobieho k reakci. Reacher si uvědomí, že musí Jodie ochránit jak před Costellovými vrahy, tak před dalšími neznámými hrozbami. Pátrání je zavede až do Národního osobního archivu v St. Louis a do Ústřední identifikační laboratoře na Havaji, speciálního zařízení, které pracuje s forenzními důkazy z případů mrtvých vojáků. Tady zjistí, že Hobie odešel do Vietnamu dobrovolně a byl zkušeným pilotem helikoptéry, která byla sestřelena. Nakonec se ukáže, že Hook Hobie není tím za koho se vydává, a ve skutečnosti se jmenuje Carl Allen a je to voják, který si ukradl identitu mrtvého Victora Hobieho, poté co zemřel po pádu vrtulníku. Ve vrtulníku totiž letěla skupina vojáků, jejichž úkolem bylo Allena zatknout za zabití svého velícího důstojníka. Allen po nehodě vyměnil své psí známky s těmi na Hobieho těle, aby vyvolal zmatky, které mu umožnily uniknout od trosek hořícího vrtulníku. Při nehodě utrpěl popáleniny na půlce obličeje a ruku měl pod lotkem rozseknutou na půl. Jako protézu pak nosil ocelový hák, což mu vysloužilo jeho novou přezdívku (angl. hook = hák).
Během války a po ní získal Allen své bohatství díky nelegálním obchodům a půjčování peněz. Nejprve působil jako lichvář, později se zaměřil na půjčování peněz společnostem, kterým už banky odmítly poskytnout další půjčky. Ať už se jednalo o temnou postranní uličku nebo jednací místnost, jeho obchodní metody byly stále stejné. Terorizování a mučení klientů a zabíjení jejich rodinných příslušníků, v případě že nespláceli své dluhy, bylo na denním pořádku. Důvodem proč Allen nesbalil své peníze a neutekl když obdržel varovné signály, byl dlouho připravovaný plán na převzetí multimilionové společnosti vlastněné Chesterem a Marilyn Stoneovými. Hobie je unese a začne je mučit, aby celý proces urychlil, a snaží se je přinutit k přepsání všech svých akcií na něj.
Jodie pracuje jako finanční poradkyně a je zodpovědná za finanční transakce ve společnosti manželů Stoneových. Když ji Hobieho lidé najdou tak skončí uvězněná společně s Chesterem a Marilyn. Allen přinutí Jodie aby Reacherovi zavolala a přilákala jej do Allenovy kanceláře. Následuje krvavá bitva, v které Reacher utrží střelné zranění hrudníku, které by normálního člověka určitě zabilo. Doktor mu pak vysvětlí, že díky namáhavé fyzické práci, kterou vykonával při kopání bazénů, společně s vysoce proteinovou dietou, jsou jeho hrudní svaly natolik vyvinuté, že se kulka nedostala dál než k hrudnímu koši. Během rekonvalescence Reachera navštíví rodiče skutečného Victora Hobieho, aby mu poděkovali za očištění dobrého jména jejich syna.

## Návaznost
Střelné zranění, které tady Reacher utrží, je zmiňováno i v několika dalších knihách Leeho Childa. Většina žen, s kterými se Reacher vyspí, si všimne „důlku“ na jeho prsou a vloží do něj malíček, zatímco se ptají, jak se to stalo. V knize Výstřel se o tomto zranění Reacher zmiňuje a říká, že mu jej způsobil „Šílený muž“ a že to zajímá většinu žen, s výjimkou té, kterou tehdy zachraňoval.

## Proces psaní
Úvodní část se odehrává v Key West, protože Child zde v roce 1996 strávil dovolenou.
Provizorní název knihy byl „The Hook“, ale od tohoto názvu bylo ustoupeno, protože vydavatelství si myslelo, že není dostatečně „úderný“. Vydavatel byl taky přesvědčený, že Hook by lidem příliš připomínal postavu z příběhů o Petru Panovi.

## Ohlas
Varovný signál se dočkal pozitivních recenzí od kritiků. Deník The Orlando Sentinel jej označil za „skvělý thriller do posledního slova“ a deník The Arizona Daily Star napsal: „Lee Child psát knihy umí. Vaši pozornost upoutá hned na první stránce a nepustí vás, dokud se nedostanete na konec. Kniha pulzuje napětím a Child nevynechá jediný úder.“ Knihu také ocenili kolegové spisovatelé a např. Michael Connelly o knize řekl: „Je to napínavý a svižný thriller, který dává pojmu kniha na jedno posezení nový rozměr.“ A Stephen White Varovný signál označil za „stylový thriller.“